# Любомирка (Кропивницький район)
Любоми́рка — село в Україні, в Олександрівській селищній громаді Кропивницького району Кіровоградської області. Населення становить 423 осіб.

## Історія
Станом на 1885 рік у колишньому власницькому селі Триліської волості Чигиринського повіту Київської губернії мешкало 543 особи, налічувалось 111 дворових господарств, існували православна церква, школа та постоялий будинок.
За переписом 1897 року кількість мешканців зросла до 913 осіб (441 чоловічої статі та 472 — жіночої), з яких 906 — православної віри.

## Населення
Згідно з переписом УРСР 1989 року чисельність наявного населення села становила 495 осіб, з яких 202 чоловіки та 293 жінки.
За переписом населення України 2001 року в селі мешкали 424 особи.

### Мова
Розподіл населення за рідною мовою за даними перепису 2001 року:
| Мова       | Відсоток |
| ---------- | -------- |
| українська | 99,05 %  |
| російська  | 0,95 %   |